# مگامال ارمنستان (مرکزخرید)

لوگوی مگامال ارمنستان

مگامال ارمنستان (ارمنی: Մեգա մոլ Արմենիա) یک مرکز خرید و سرگرمی چند منظوره است که در ناحیه نور نورک در شهر ایروان، پایتخت جمهوری ارمنستان قرار دارد. . در ۲۳ اکتبر ۲۰۱۹ (اول آبان ۱۳۹۸ خورشیدی) افتتاح شده و بزرگ‌ترین مرکز خرید و سرگرمی در جمهوری ارمنستان و در منطقه قفقاز است.

## توضیحات
این مرکز خرید دارای شش طبقه است که در حدود ۱۰۰ برند بین‌المللی و داخلی (ارمنی) را در خود جای داده و دارای یک پارکینگ زیرزمینی سه طبقه بوده که ظرفیت پذیرش حداکثر ۱۸۰۰ خودرو را دارد.مگامال همچنین دارای بزرگ‌ترین زمین بازی سرپوشیده، سینما، رستوران‌ها و کافه‌های مختلف و فودکورت می‌باشد. به‌علاوه، بازدیدکنندگان می‌توانند از تماشای «شب»، یک نقاشی دیواری جذاب که توسط هنرمند مشهور ارمنی میناس آوتیسیان (ارمنی: Մինաս Ավետիսյան) در سال۱۹۷۳ خلق شده است، لذت ببرند.